# Walfrid Larsson
Olof Walfrid Larsson, född 2 mars 1880 i Viby församling, Örebro län, död 1971, var en svensk målare.
Larssons föräldrar var Lars Erik Larsson och Johanna Sofia Olsdotter.
Larsson var som konstnär autodidakt. Hans konst består av vilda fågelstudier och landskap från Stockholms omgivningar och Småland.